# 월곶면
월곶면(月串面)은 경기도 김포시의 면이다. 김포시의 북서부에 위치하고 있다. 19세기 조선 고종 때 프랑스 군대, 미국 군대의 침략에 맞서 싸운 문수산성과 봉수대 등이 있다.

## 역사
- 1912년 7월 17일: 통진군 질전면(迭田面)과 월여곶면(月餘串面)을 월전면(月田面)으로 합면하고, 아래와 같이 동리 명칭을 개정하였다.[1]

| 도령 제10호, 고시 제28호 |                                                          |                 |
| 구 행정구역              | 구 행정구역                                              | 신 행정구역     |
| 군내면                   | 갈산리(葛山里), 점촌(店村)                               | 군내면 갈산리   |
| 군내면                   | 고양포(高陽浦), 능동(陵洞)                               | 군내면 고양리   |
| 군내면                   | 고읍리(古邑里), 초막동(草幕洞)                           | 군내면 고막리   |
| 보구곶면                 | 동막리(東幕里), 산성리(山城里)                           | 보구곶면 성동리 |
| 보구곶면                 | 강녕포(康寧浦), 흥룡리(興龍里)                           | 보구곶면 용강리 |
| 질전면                   | 동을산리(冬乙山里), 원통리(元通里: 일부는 하성면에 편입) | 월전면 동을산리 |
| 질전면                   | 질전리(迭田里), 귀로리(歸老里) 일부                      | 월전면 귀전리   |
| 질전면                   | 귀로리 일부                                              | 월전면 고정리   |
| 월여곶면                 | 고척산리(高尺山里), 남정리(南亭里)                       | 월전면 고정리   |
| 월여곶면                 | 서명동(西明洞), 검암리(黔岩里)                           | 월전면 서암리   |
| 월여곶면                 | 개야리(開野里), 오산현(鳥山峴), 위곡리(位谷里)           | 월전면 개곡리   |
| 월여곶면                 | 조강포(祖江浦), 돌내리(乭內里)                           | 월곶면 조강리   |
- 존치: 군내면 군하리, 옹정리, 포내리, 보구곶면 보구곶리; 이관: 질전면 택동 - 소이포면 양택리; 질전면 원통리 잔부, 등산리 - 하성면 원산리
- 1914년 4월 1일 : 통진군 군내면(郡內面)과 보구곶면(甫口串面), 월전면(月田面)을 김포군 월곶면으로 합면하였다.[2] (15리)
- 1983년 2월 15일 : 월곶면 옹정리·고정리·서암리·귀전리·동을산리를 신설 통진면에 편입하였다.[3] (10법정리)
- 1998년 4월 1일 : 김포시 월곶면으로 개편하였다.[4]

## 법정리
- 갈산리(葛山里)
- 개곡리(開谷里)
- 고막리(古幕里)
- 고양리(高陽里)
- 군하리(郡下里)
- 보구곶리(甫口串里)
- 성동리(城東里)
- 용강리(龍康里)
- 조강리(祖江里)
- 포내리(浦內里)

## 교육
- 김포외국어고등학교
- 월곶초등학교
- 개곡초등학교
- 분진중학교
- 김포대학교

## 문화재
- 갑곶나루 선착장 석축로 - 경기도 기념물 제108호

## 참고 자료
- 이 문서에는 다음커뮤니케이션(현 카카오)에서 GFDL 또는 CC-SA 라이선스로 배포한 글로벌 세계대백과사전의 내용을 기초로 작성된 글이 포함되어 있습니다.